# Rheotanytarsus hamatus
Rheotanytarsus hamatus är en tvåvingeart som beskrevs av James E. Sublette och Sasa 1994. Rheotanytarsus hamatus ingår i släktet Rheotanytarsus och familjen fjädermyggor. Inga underarter finns listade i Catalogue of Life.